# Клецкое княжество
Клецкое княжество — удельное княжество и феодальное владение в XII—XVIII веках на территории современной Беларуси (в верховьях рек Лани и Уши).
Точная дата основания Клецка (Клеческа) неизвестна. Город впервые упоминается в летописях в 1127 году.
Первым известным правителем был Вячеслав Ярославович (примерно с 1120-х годов). При нём княжество было подчинено Турово-Пинскому княжеству и с какого момента вернулось под прямое управление туровского князя.
В 1142—1146 годах и с 1149 года примерно до 1151 года принадлежало черниговскому князю Святославу Ольговичу (оба раза было отдано ему великими киевскими князьями — братом Всеволодом Ольговичем и Юрием Долгоруким).
В XII—XIV веках Клецкое княжество несколько раз учреждалось и упразднялось, иногда попадая в зависимость от галицко-волынских князей, примерно до середины XIV века, когда оно окончательно перешло под власть Великого Княжества Литовского.
В 1398 году княжеством владел Ямонт Тулунтович, а в начале XV века — его сын Семён Ямонтович. Однако уже в 1401 году Клецк получил во владение брат великого князя Сигизмунд Кейстутович, а в 1404 году — племянник великого князя Роман.
В 1442 году Клецк был передан в управление Михаилу Сигизмундовичу, сыну Сигизмунда Кейстутовича, а в середине 1450-х годов сбежавшему из Московского государства боровскому княжичу Ивану Васильевичу, после чего удел перешёл к его сыну — Фёдору Ивановичу. При этом уже с середины XV века Клецкие земли не упоминаются в документах как «княжество» и считаются волостью или поветом.
После смерти бездетного Фёдора Ивановича в 1523 году Клецк перешёл во владение Боны Сфорца, которая вновь стала использовать термин «княжество» (для подчёркивания своей власти). При ней в княжестве была проведена административная реформа: оно было разделено на 5 воеводств и аграрная реформа (волочная помера, в 1552—1555 годах).
С 1558 года княжеством владела семья Радзивиллов. В 1586 году территория княжества вошла в состав Клецкой ординации — неделимой и неотчуждаемой совокупности земель, которую получил Альбрехт Радзивилл. При этом в XVII веке термин «Клецкое княжество» встречается в документах.